# Särkijärvi (sjö i Sotkamo, Kajanaland)
Särkijärvi är en sjö i kommunen Sotkamo i landskapet Kajanaland i Finland. Den är 3,1 meter djup. Arean är 41 hektar och strandlinjen är 2,98 kilometer lång. Sjön  ingår i Uleälvens huvudavrinningsområde.   Den ligger omkring 47 kilometer öster om Kajana och omkring 470 kilometer norr om Helsingfors. 
Särkijärvi ligger öster om Alajärvi. 